# Oldřich Burda
Oldřich Burda (14. prosince 1924 Staré Město – 17. listopadu 1988) byl český a československý voják, pracovník bezpečnostních složek (ředitel vojenské rozvědky), v hodnosti generálmajora, politik Komunistické strany Československa a poúnorový poslanec Národního shromáždění ČSR. Po roce 1968 pronásledovaný a profesně eliminovaný.

## Biografie
Pocházel z dělnické rodiny. V roce 1929 mu zemřela matka. Absolvoval obecnou a měšťanskou školu v rodném Starém Městě. Pak musel začít pracovat (jeho otec byl pro drobné krádeže opakovaně vězněn). Působil jako pomocná síla u stavebního podniku v Uherském Hradišti a v Brně. Počátkem roku 1939 krátce působil jako kamelot pro list České slovo. Pak pracoval na stavbách v okolí Uherského Hradiště a v cukrovaru ve Starém Městě. Od roku 1942 byl pracovně nasazen v Německu. Po jistém čase utekl zpět do rodného regionu. Přežíval v ilegalitě a přivydělával si jako malíř slováckých ornamentů. Pak uprchl do Vídně, kde pracoval u stavební firmy. Pak se vrátil do Protektorátu a opět střídal různé profese.
Po válce vstoupil v roce 1945 do KSČ a od září toho roku působil jako organizační tajemník Okresního výboru KSČ v Uherském Hradišti. V následujícím roce absolvoval vojenskou službu. Pak se vrátil na pozici profesionálního stranického funkcionáře. Prodělal stranické školení Ústřední politické škole v Doksech. Po únoru 1948 se stal místopředsedou Krajského výboru KSČ ve Zlíně. Ve volbách roku 1948 byl zvolen do Národního shromáždění za KSČ ve volebním kraji Zlín. Zasedal zde do konce funkčního období, tedy do roku 1954.
Od května 1955 do konce srpna 1957 zastával post tajemníka Krajského výboru KSČ v Hradci Králové, kde byl hodnocen pozitivně a díky tomu nastoupil na Vysokou stranickou školu při ÚV KSSS v Moskvě. Studia ukončil v červnu 1960. V srpnu 1960 byl v rámci stranického náboru aktivován jako důstojník z povolání v hodnosti podplukovníka. V letech 1960-1968 byl náčelníkem Zpravodajské správy Generálního štábu Československé armády, kam nastoupil podle plánu. Kvůli tomu dokonce byl povýšen na podplukovníka (třebaže delší vojenskou službu za sebou neměl). V září 1961 byl povýšen na plukovníka. Burda byl hodnocen jako dobrý organizátor, náročný, přímý, otevřený, zásadový a kritický. Chyběly mu ovšem zpočátku některé odborné znalosti.  Dne 1. května 1966 byl opět povýšen na generálmajora. V roce 1967 zažádal o vyslání na Vojenskou akademii Generálního štábu v Moskvě. Studia ovšem nezahájil, protože do jeho kariéry zasáhly události pražského jara v roce 1968.
Po invazi vojsk Varšavské smlouvy do Československa vyjednával se sovětskými důstojníky, ale odmítal být ryze kolaboračním činitelem a sovětská strana začala požadovat jeho odchod z funkce. Byl poslán na dovolenou a na podzim 1968 formálně zbaven funkce. Odvolal se k Ústřední kontrolní a revizní komisi i k prezidentu republiky, ale bez výsledku. Nebyl ale v této fázi ještě zcela profesně zničen. V lednu 1969 nastoupil do funkce náčelníka zpravodajského oddělení velitelství Středního vojenského okruhu. Přešel zároveň zcela na pozice obhajoby normalizace a sebekriticky se distancoval od svých činů v roce 1968. V dubnu 1970 byl nicméně odvolán i z této funkce a koncem roku propuštěn do zálohy. Téhož roku byl vyloučen z KSČ. Pracoval potom v Okresním podniku bytového hospodářství v Praze 6, nejdřív jako řidič, pak dispečer a nakonec vedoucí skladu. V lednu 1975 mu byl odebrán Řád 25. února a další vyznamenání.

## Státní vyznamenání
- Řád 25. února – 1949
- Vyznamenání Za zásluhy o výstavbu – 1958, číslo matriky 2931 [5]